# Oleksandr Turtschynow

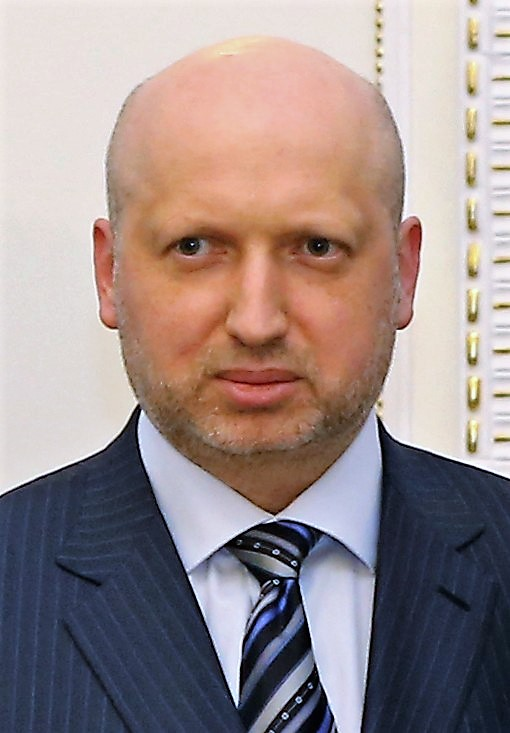
Oleksandr Turtschynow, 2014

Oleksandr Walentynowytsch Turtschynow (ukrainisch Олександр Валентинович Турчинов; * 31. März 1964 in Dnipropetrowsk, Ukrainische SSR) ist ein ukrainischer Politiker (Volksfront; ehemals Allukrainische Vereinigung „Vaterland“).
Ab 2005 war er Leiter des ukrainischen Inlandsgeheimdienstes Sluschba bespeky Ukrajiny. Als Julija Tymoschenko im September 2005 vom Amt der Ministerpräsidentin zurücktrat, verließ auch Turtschynow seinen Posten und leitete von da an den Wahlkampfstab des BJuT.
Seit dem 22. Februar 2014 war er Präsident des ukrainischen Parlamentes, der Werchowna Rada. Nach der Amtsenthebung von Wiktor Janukowytsch bestimmte das Parlament Turtschynow am 23. Februar 2014 auch zum Übergangspräsidenten des Landes. Dieses Amt bekleidete er bis zur Amtseinsetzung von Petro Poroschenko als Präsident der Ukraine am 7. Juni 2014. Vom 22. Juni 2014 bis 27. November 2014 war Turtschynow wieder Präsident des ukrainischen Parlaments.
Mit Wirkung zum 15. Dezember 2014 wurde er vom Präsidenten Poroschenko zum Sekretär des Nationalen Sicherheits- und Verteidigungsrats der Ukraine ernannt. Er wurde im Jahr 2019 von Oleksandr Danyljuk abgelöst. Seitdem leitet er einen Thinktank.

## Leben
Oleksandr Turtschynow beendete sein Studium an der Technologischen Fakultät des Metallurgischen Instituts von Dnipropetrowsk mit Auszeichnung. Im Anschluss arbeitete er im Stahlwerk Kryworischstal in Krywyj Rih. Ab 1987 war er im Komsomol unter anderem in der Propagandaabteilung tätig. Von 1990 bis 1991 arbeitete er als Chefredakteur der ukrainischen Abteilung der Presseagentur Una-press APN. 1992 war er Vorsitzender des Komitees für Privatisierung und Demonopolisierung der Industrieproduktion bei der Verwaltung der Oblast Dnipropetrowsk. 1993 arbeitete er kurze Zeit als Berater des damaligen Ministerpräsidenten Leonid Kutschma. Nach dessen Rücktritt beschäftigte sich Turtschynow weiter mit der Privatisierung der ukrainischen Wirtschaft.
Gemeinsam mit Pawlo Lasarenko war er 1994 an der Gründung der Partei Hromada beteiligt, die die Präsidentschaftskandidatur Leonid Kutschmas unterstützte. 1998 wurde Turtschynow auf der Liste der Partei in die Werchowna Rada gewählt. 1999 gründete er gemeinsam mit seiner langjährigen politischen Weggefährtin Julija Tymoschenko die Partei „Vaterland“, deren stellvertretender Vorsitzender Turtschynow war. 2002 wurde er erstmals über die Liste des Parteienbündnisses Blok Juliji Tymoschenko (BJuT) in die Rada gewählt.
Bei den Präsidentschaftswahlen 2004 arbeitete er im Wahlkampfstab des späteren Staatspräsidenten Wiktor Juschtschenko mit. Nach seinem Wahlsieg ernannte dieser Turtschynow zum Leiter des ukrainischen Inlandsgeheimdienstes Sluschba bespeky Ukrajiny. Er sollte den Geheimdienst einer umfassenden Reform unterziehen. Als Julija Tymoschenko im September 2005 vom Amt der Ministerpräsidentin zurücktrat, verließ auch Turtschynow seinen Posten und leitete von da an den Wahlkampfstab des BJuT. Bei den Parlamentswahlen 2006 wurde er erneut gewählt und war in der folgenden Legislaturperiode stellvertretender Fraktionsvorsitzender des BJuT. Im Mai 2007 wurde er zum stellvertretenden Vorsitzenden des Nationalen Sicherheitsrats der Ukraine ernannt.
Nach den Parlamentswahlen 2007 wurde er erster Stellvertreter der neuen Ministerpräsidentin Julija Tymoschenko. Am 10. April 2008 wurde er vom BJuT als Kandidat für die vorgezogenen Kiewer Bürgermeisterwahlen aufgestellt. Er trat dabei am 25. Mai 2008 unter anderem gegen Vitali Klitschko an. Die Wahl entschied Amtsinhaber Leonid Tschernowezkyj für sich. Turtschynow erreichte 19,13 % der Stimmen und belegte den zweiten Platz.
Nach Tymoschenkos Rücktritt infolge ihrer Niederlage bei den Präsidentschaftswahlen 2010 war Turtschynow vom 3. März 2010 bis zur Wahl des neuen Ministerpräsidenten Mykola Asarow am 11. März 2010 kommissarischer Regierungschef.
Am 10. September 2014 wurde er auf dem Gründungsparteitag der Volksfront zum Vorsitzenden von deren Zentralkomitee gewählt.
Bei der Parlamentswahl in der Ukraine 2014 kandidierte Turtschynow auf Listenplatz zwei der bei den Wahlen siegreichen Volksfront.
Turtschynow ist Baptist und Pastor einer Kiewer Baptistengemeinde. Er hat zudem mehrere Romane verfasst, die teilweise gut verkauft wurden und von denen Illusion der Angst (ukrainisch Ілюзія страху) verfilmt und 2008 von der Ukraine für den Oscar „Bester ausländischer Film“ vorgeschlagen wurde.